# Ma Ning
Ma Ning (Fuxin , 14 de junho de 1979) é um árbitro de futebol chinês. Ele é árbitro internacional titular da FIFA desde 2011.
Ele é professor da Wuxi Vocational and Technical College.
Em 9 de maio de 2015, Ma gerou ampla controvérsia ao expulsar 3 jogadores do Shenhua em um derby de Xangai entre Shanghai SIPG e Shanghai Shenhua na Superliga Chinesa, o jogo terminou 5-0 para o SIPG.
Em 23 de fevereiro de 2019, foi anunciado que Ma Ning havia sido contratado pela CFA para se tornar um dos árbitros profissionais na China.
Em 19 de maio de 2022, Ma foi selecionado como um dos 36 árbitros da Copa do Mundo FIFA de 2022, tornando-se o segundo árbitro chinês a conseguir isso desde Lu Jun em 2002.
Em 21 de agosto de 2022, durante um jogo da Superliga Chinesa entre Wuhan Yangtze River e Henan Songshan Longmen, foi deliberadamente derrubado pelo atacante do Songshan Longmen, Henrique Dourado, que foi posteriormente expulso por conduta violenta. O jogo terminou 2-2. Cinco dias depois, a Federação Chinesa anunciou uma suspensão de 12 meses para Dourado, que foi a penalidade mais severa da história da Superliga Chinesa.

## Copa Asiática da AFC
| Copa da Ásia 2019 – Emirados Árabes Unidos | Copa da Ásia 2019 – Emirados Árabes Unidos | Copa da Ásia 2019 – Emirados Árabes Unidos | Copa da Ásia 2019 – Emirados Árabes Unidos |
| Encontro                                   | Combine                                    | Local                                      | Redondo                                    |
| ------------------------------------------ | ------------------------------------------ | ------------------------------------------ | ------------------------------------------ |
| 9 de janeiro de 2019                       | Catar – Líbano                             | Al Ain                                     | Fase de grupos                             |